# Дървесна саламандра
Дървесна саламандра (Aneides lugubris), наричана също алигаторова саламандра, е вид земноводно от семейство Plethodontidae. Видът е незастрашен от изчезване.

## Разпространение
Разпространен е в Мексико и САЩ.